# Хроніки зради
Хро́ніки зра́ди (рос. Хроники измены) — двосерійний телевізійний художній фільм, знятий режисером Сергієм Крутіним у 2010 році.

## Сюжет
У центрі сюжету — класичний любовний трикутник: Ганна — дизайнер інтер'єру, Андрій — керівник архітектурної фірми. Вони чоловік і дружина, працюють разом. Під час тривалого відрядження чоловіка (йому запропонували побудувати міст в Сибіру) дружина, на яку він залишив компанію, захоплюється «комп'ютерним генієм» Єгором. Він, як і всі неабиякі люди, людина з «дивацтвами». Наскільки небезпечні ці дивні речі, Ганна дізнається надто пізно: один з героїв цього любовного трикутника загине …

## Актори і ролі
- Любов Толкаліна — Ганна, дизайнер.
- В'ячеслав Манучаров — Єгор, комп'ютерник, коханець Ганни.
- Дмитро Лалєнков — Андрій, керівник фірми, чоловік Ганни.
- Дмитро Суржиков — Аркадій.
- Тетяна Коновалова — Ліза, секретар.
- Галина Кобзарь-Слободюк — Алла Миколаївна Лаврентєва, оперна співачка, мати Єгора.
- Нонна Кравченко — керівник планового відділу.
- Юрій Білоконь — бухгалтер.
- Дмитро Богаченко — працівник офісу.
- Катерина Молчанова — архітектор.
- Олександра Кузнецова — Олександра, менеджер.
- Надія Гончарова — епізод.